# Walter Boveri
Pour les articles homonymes, voir Boveri.
Walter Boveri (né le 21 février 1865 à Bamberg, en Bavière et mort le 28 octobre 1924 à Baden, en Suisse) est un industriel suisse-allemand, cofondateur du groupe mondial d'ingénierie électrique Brown, Boveri & Cie (BBC). 

## Biographie
La famille de Boveri, originaire de Savoie, s'était établie au début du XVIIe siècle en Basse-Franconie, à Iphofen, puis en 1835 à Bamberg. Walter était le fils benjamin du docteur Theodor Boveri. Le cadet, Theodor Boveri devint un biologiste célèbre. À l'âge de 17 ans, Walter Boveri fut admis à l'École royale de mécanique de Nuremberg. Diplômé en 1885, il partit en Suisse comme contremaître de l'usine d'électromécanique des Constructions mécaniques Oerlikon (MFO).
Mais dès 1887, le directeur technique de cet établissement, Charles Eugene Lancelot Brown, lui proposait de s'associer avec lui dans une nouvelle affaire. Boveri se mit à rechercher d'autres investisseurs, en vain. En 1891, il épousa la fille d'un industriel de Zurich, Victoire Baumann; grâce à son beau-père, il parvint à réunir les fonds suffisants pour lancer l'entreprise. En février 1891, Brown et Boveri, désormais associés, établissaient leurs ateliers à Baden, en Argovie, avec la perspective d'y équiper une centrale thermique. La société Brown, Boveri & Cie (BBC) vit le jour le 2 octobre 1891. Deux ans plus tard, Boveri obtint la nationalité suisse. Il fit construire en 1895 sa résidence familiale, la villa Boveri.